# 미원현
미원현(迷原縣) 고려시대에 양평군 지역에 있던 행정구역이다.

## 개요
《문헌비고(文獻備考)》에는 ‘경기 양근(楊根) 북쪽 60리 지점에 있다’고 하였다. 1356년(공민왕 5) 국사(國師) 태고보우(太古普愚)가 미원장(迷原莊:莊은 部曲을 뜻함) 소설암(小雪庵)에 와서 살았으므로, 미원장을 승격하여 미원현으로 삼았다.

## 역사
- 백제시대에 거사참(去斯緻)이라고 불린 양근군의 북쪽마을이었다.

- 신라시대에 빈양현(濱陽縣)의 북쪽마을이었다.

- 고려시대에 미원장(迷原莊)이 되었는데 莊은 부곡(部谷)을 뜻하므로 미원부곡인 셈이다.

- 1356년 공민왕 5년 국사승(國師僧) 보우스님이 소설암(小雪庵)에 세거하여 이로 인해 관할현인 익화현(益化縣)이 승격되어 양근군(楊根郡)이 되었고 미원부곡도 현으로 승격되어 미원현이 되었다.

- 1658년 양근군과 함께 지평군에 일시 합병되었다.

- 1668년 양근군에 합병되었다.

- 1724년 영조 4년에 양근군이 현으로 강등되면서 양근현 상북면과 하북면으로 분할되었다.

- 1747년 영조 23년 각각 상도면과 하도면으로 개명했다. 1785년 정조 9년에 양근현이 군으로 복귀했다.

- 1895년 양근군 설악면으로 재통합되었다. 을미의병 궐기당시 이 지역 인사로 이범구 김춘수 이관구, 정지산 등이 있었다.

- 1942년 소속군이 양평군에서 가평군으로 변경되어 지금의 가평군 설악면이 되었다.

- 1973년 양평군 서종면 노문리의 영천, 이천 두 마을이 설악면에 편입되었다.